# Campo di concentramento di Berg

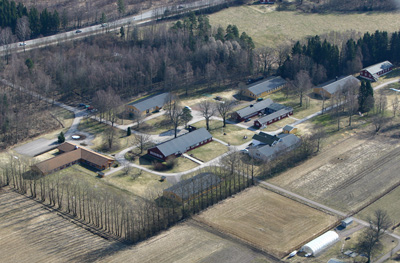
Il campo di Berg oggi

Il campo di concentramento di Berg era un campo situato nei pressi Tønsberg, in Norvegia, usato come campo di internamento e centro di smistamento per prigionieri politici ed ebrei durante l'occupazione nazista della Norvegia.

## Fondazione
Il campo fu fondato nell'autunno del 1941 su iniziativa di membri dell'Unione Nazionale, ovvero il ministro della giustizia Sverre Riisnæs, nominato dalle autorità occupanti, del sindaco di Tønsberg, Bjerck, e dal capo dello Hird di Vestfold, Eivind Wallestad. Il piano di costruzione fu approvato dal Ministro degli Interni Jonas Lie il 12 giugno 1942, malgrado le perplessità delle autorità occupanti, in particolare di Wilhelm Rediess.
Il 25 maggio 1942 Vidkun Quisling nel corso di un discorso tenutosi a Horten menzionò il campo per esprimere la sua rabbia verso le celebrazioni del Giorno della Costituzione Norvegese, promettendo agli oppositori politici che sarebbe stato creato un pollaio anche per loro.
Il campo, la cui costruzione non fu mai del tutto completato, aveva una capacità di 3.000 prigionieri. Fatto inusuale, era gestito interamente da norvegesi, e posto sotto l'autorità del Ministero dell'Interno. La sua costruzione fu eseguita da prigionieri ebrei, attivi sette giorni alla settimana su turni di lavoro di circa dodici ore, i quali sopravvivevano cibandosi di un quarto di filone di pane, zuppa di fiori e surrogato di caffè.

## Popolazione
I primi internati a Berg furono sessanta ebrei maschi arrestati il 26 ottobre 1942, i quali, giunti in Norvegia in treno, presero posto in un campo non ancora ultimato, le cui baracche erano prive di isolamento termico, servizi igienici, letti e mobilio. Entro quarantott'ore, il numero dei prigionieri posti sotto l'amministrazione di Leif Lindseth, salì a 350. Politica del campo era non solo l'esecuzione di quanti tentavano la fuga, ma anche la fucilazione di dieci persone scelte tra i loro compagni di prigionia o familiari. Il capitolo locale della Croce Rossa, diretto da Anton Jervell, cercò senza successo di fornire assistenza agli internati.
Dopo la deportazione degli ebrei, il campo ricevette svariati gruppi di prigionieri politici, tra cui Victor Moritz Goldschmidt ed altre personalità del mondo scientifico e culturale norvegese, e si verificò un peggioramento delle già precarie condizioni igienico-sanitarie, e lo scoppio di epidemie. Anche se nell'aprile del 1943 le epidemie subirono un rientro, il campo di Berg era pur sempre uno dei peggiori campi in Norvegia, peggiore finanche del campo di Grini.
Il totale dei prigionieri transitati a Berg è di 847. Il campo raggiunse il più alto numero di internati nell'inverno del 1944, con 500-600 persone. Solo sette dei 280 ebrei trasferiti in Germania da Berg sopravvissero.